# Muriel Casals i Couturier

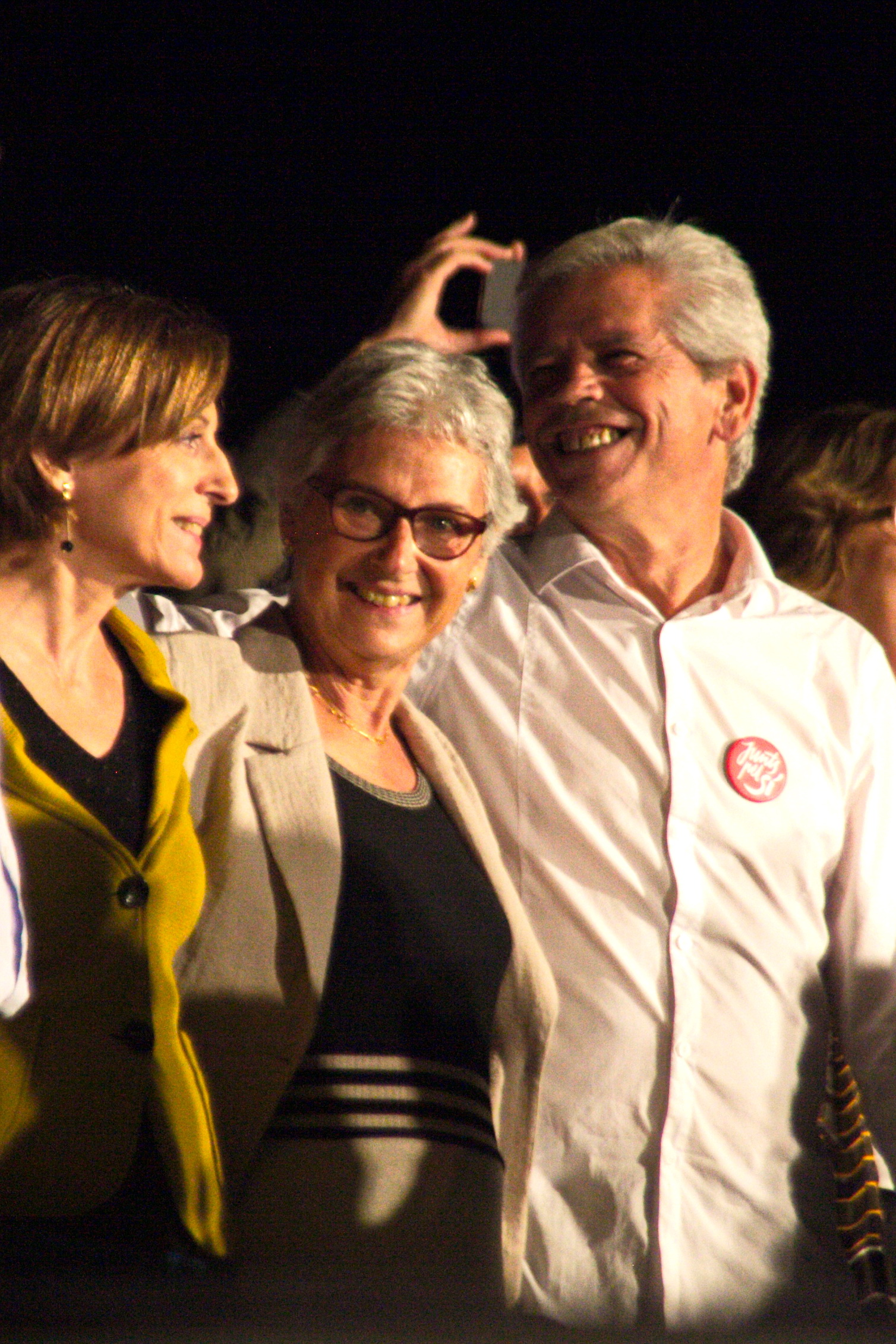
Amb Carme Forcadell i Eduardo Reyes a l'acte de cloenda de campanya de Junts pel Sí, el 25 de setembre de 2015

Muriel Casals i Couturier (Avinyó, la Provença, 6 d'abril de 1945 - Barcelona, 14 de febrer de 2016) fou una economista, professora universitària i política catalana. Va ser presidenta d'Òmnium Cultural i diputada del Parlament de Catalunya per Junts pel Sí. Se la considerava una de les principals artífexs i cares visibles del procés independentista català.

## Família
Muriel Casals és filla de Lluís Casals –advocat sabadellenc, amic dels membres de la Colla de Sabadell, membre d'Acció Catalana i soldat republicà exiliat– i d'Augusta Couturier –mestra originària de Saint-Étienne–, que es van haver d'exiliar.
És neta de l'advocat i polític Gabriel Casals i germana de la periodista Montserrat Casals.
El 1969 es va casar amb el també economista Emili Gasch, fill del crític cultural Sebastià Gasch, del qual va ser jove, amb qui tindrien la seva filla Laia. Es van divorciar i, més endavant, va ser companya del cineasta Carles Duran.

## Biografia
Nascuda el 1945 a la localitat d'Avinyó, de ben petita, al final del 1945, la seva família es va establir a Sabadell, d'on era originari el pare i on va viure el seu avi.
El 1969 es va llicenciar per la Universitat de Barcelona i es va doctorar el 1981 amb la tesi La indústria tèxtil llanera i la guerra 1914-18 a la Universitat Autònoma de Barcelona (UAB). Era professora emèrita del Departament d'Economia i d'Història Econòmica de la UAB, d'on també havia estat vicerectora de Relacions Internacionals i Cooperació entre els anys 2002 i 2005. Els seus temes d'interès van ser les reconversions industrials, la història del pensament econòmic i l'economia europea. Casals va ser també representant de la UAB a la Xarxa Vives d'Universitats del 2002 al 2009 i feu estades a universitats britàniques: Universitat d'Edimburg, London School of Economics i Universitat de Gal·les a Bangor. Era col·laboradora habitual del setmanari El Temps i del programa Economia i empresa de Catalunya Informació.
Havia entrat a formar part del PSUC el 1967 i, més endavant, d'ICV, tot i que al final de la seva vida no militava en cap partit. Va ser membre del consell d'administració de la Corporació Catalana de Ràdio i Televisió (1983-1988) i membre del Consell Català del Moviment Europeu. Va formar part també de la junta de l'Ateneu Barcelonès (2003-2007). El 2008 es va incorporar a la junta d'Òmnium Cultural i el 2010, quan Jordi Porta va anunciar que deixava la presidència, va presentar la candidatura "Òmnium 2.1" per esdevenir la presidenta. Fou nomenada presidenta el del 20 de març de 2010, amb una junta que incorporava a Jordi Cuixart com a tresorer i responsable d'Immigració. Des de la seva posició, va ser una de les impulsores i cares visibles del procés independentista català; sota la seva direcció Òmnium va organitzar la manifestació «Som una nació. Nosaltres decidim» i Casals va ser l'encarregada de llegir el discurs del Concert per la Llibertat.
El juny del 2014 fou reelegida a la presidència d'Òmnium Cultural i el juliol de l'any següent deixà aquest càrrec per presentar-se de número tres a la llista de la coalició independentista Junts pel Sí de les eleccions al Parlament de Catalunya de 2015. Fou substituïda com a presidenta d'Òmnium per Quim Torra, de forma interina, i per l'empresari Jordi Cuixart a partir de desembre del mateix any.
Arran dels resultats de les eleccions de 2015, Casals va ser escollida diputada al Parlament de Catalunya i va ser designada presidenta de la comissió d'estudi del procés constituent el 26 de gener de 2016. Quan el govern espanyol va demanar al Tribunal Constitucional l'anul·lació d'aquesta comissió, Casals declarava: "Continuarem amb els treballs de la comissió, és clar que sí", en la seva darrera entrevista.
El 30 de gener de 2016 va patir un accident a Barcelona en ser atropellada per un ciclista. Va caure i va patir un traumatisme cranioencefàlic amb un hematoma subdural que va requerir un drenatge quirúrgic. A més, es va fracturar la pelvis. Va ser intervinguda d'urgència a l'Hospital Clínic de Barcelona, on va estar hospitalitzada des del 31 de gener. Va morir als 70 anys el dia 14 de febrer de 2016. Quatre dies després, el 18 de febrer, el Parlament de Catalunya va retre-li un homenatge institucional i milers de persones van recordar-la en un acte popular al parc de la Ciutadella de Barcelona organitzat per Òmnium Cultural.

## Obra
- 1992 - La indústria a Catalunya. Tèxtil i confecció (en col·laboració amb V. Fabregat, F. Balcells i O. Homs), Departament d'Indústria i Energia de la Generalitat de Catalunya
- 1994 - Crisi i renovació del tèxtil: La diversificació de la base econòmica dins Sabadell: Indústria i Ciutat. 1800-1980, J.M. Benaut, E. Deu, J. Calvet (eds.) Abadia de Montserrat
- 1999 - "La cultura, el mercat i la política" dins Informe per a la Catalunya del 2000. Societat, Economia, Política, Cultura. Fundació Jaume Bofill. Mediterrànea
- 2000 - Women and Work in Catalonia: Is Catalonia still a working society? dins Networking Europe. Eassys on Regionalism and Socialdemocracy. E Bort and N. Evans (eds.) Liverpool University Press
- 2007 - "Solving the 'national' problems of Europe" dins European Union, the Next Fifty Years (FT-LSE)
- 2007 - "Per una Europa oberta" dins Onze de Frankfurt. Institut Ramon Llull
- 2013 - La fam i l'orgull, Ara Llibres

## Premis i reconeixements
- 2014 — Premi al Foment dels Valors Republicans atorgat per ERC-Sabadell.[16]
- 2016 — Medalla d'Or de la Generalitat de Catalunya, a títol pòstum.[17]
- 2016 — Filla predilecta de Talamanca[18]
- 2016 — Medalla d'Or de la Ciutat de Barcelona, a títol pòstum.[19]
- 2016 — Medalla al Mèrit Ciutadà de l'Ajuntament de Sabadell.[20]
- 2016 — Premi Caterina Casas[21]
- 2024 — El Campus de la UAB a Sabadell va inaugurar un espai[22] dedicat a Muriel Casals[23]